# Traps del Decán

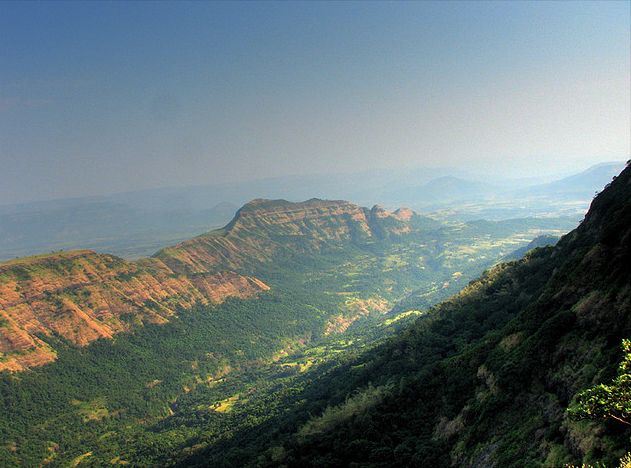
Traps del Decán vistas desde Matheran, India

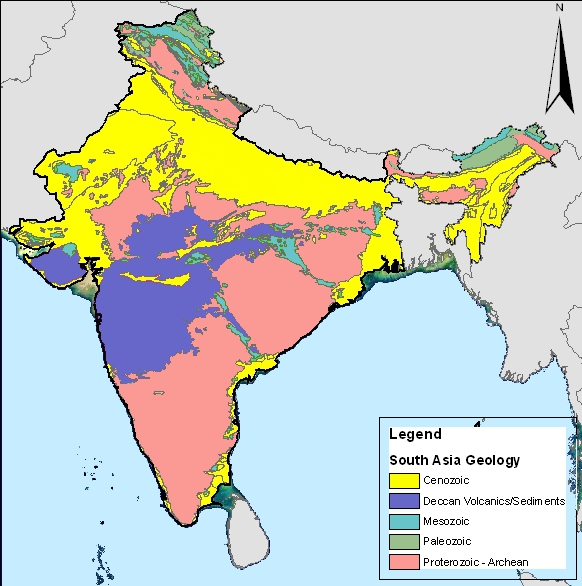
Los traps del Decán aparecen como una gran extensión azul en el mapa geológico de la India

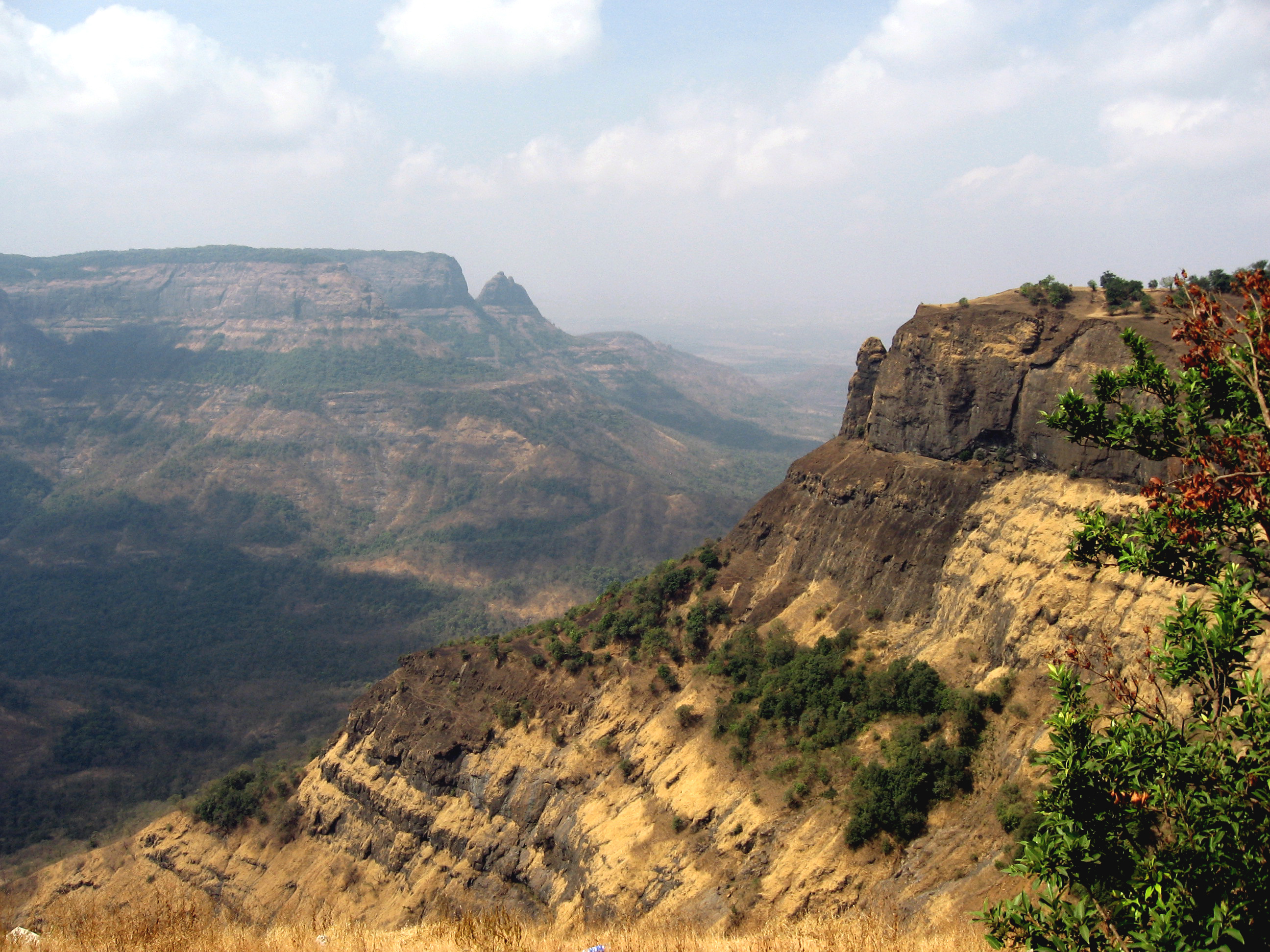
Traps del Decán junto a Matheran, al este de Bombay

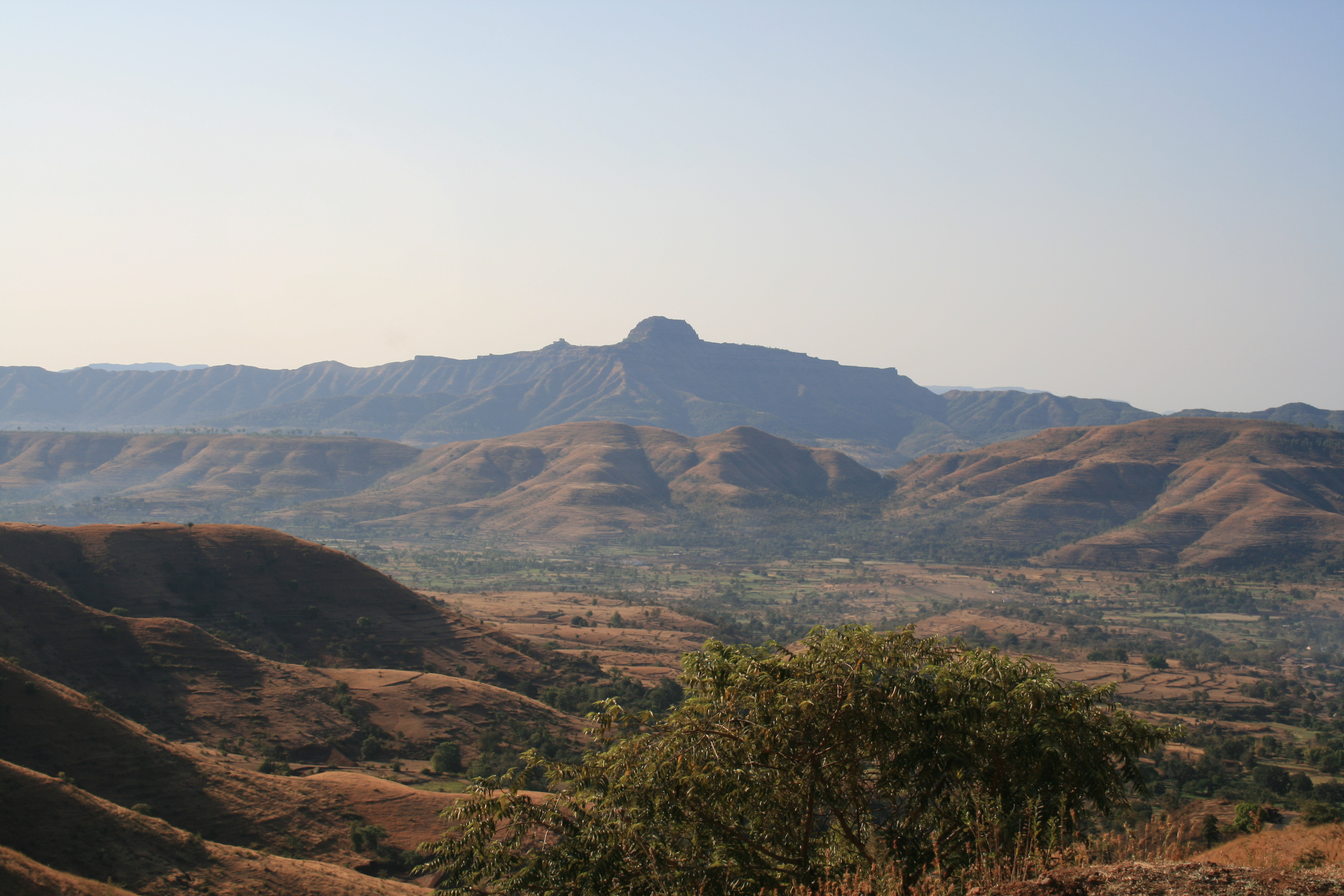
Traps del Decán junto a Pune

Los traps del Decán forman una gran provincia ígnea situada en la meseta del Decán, en el centro-oeste de la India (entre los 17º-24º de latitud Norte y 73-74º de longitud Este). Es una de las mayores formaciones volcánicas de la Tierra. Se componen de varias capas de inundaciones basálticas solidificadas que abarcan una zona de 500 000 km² y 2000 m de espesor, con un volumen de 512 000 km³.

## Etimología
El término «trap» se ha utilizado en geología desde 1785-1795 para estas formaciones rocosas. Proviene de la palabra sueca trappa  (lit. 'escaleras), en referencia a la estructura en forma de colinas escalonadas que componen el paisaje de la región, propio de las formaciones basálticas. Es una de las aportaciones suecas al corpus doctrinal de la geología, aunque su significado se ha ido modificando a lo largo del tiempo.

## Historia
Los traps del Decán se formaron hace entre 68 y 60 millones de años, al final del periodo Cretácico. La mayor parte de la erupción tuvo lugar en los Ghats occidentales (junto a Bombay), hace 66 millones de años. Esta serie de erupciones pudieron desarrollarse en menos de 30 000 años.
Se estima que el área cubierta originalmente por flujos de lava pudo superar los 1 500 000 km², aproximadamente la mitad del tamaño actual de la India. La erosión y la tectónica de placas redujeron la región cubierta por los traps del Decán al tamaño actual (500 000 km²).

## Efectos en el clima y en la vida contemporánea
El interés mediático por la extinción de los dinosaurios, surgido a raíz del planteamiento de la llamada «hipótesis de Álvarez» y del hallazgo del cráter de Chicxulub, se tradujo en una avalancha de publicaciones científicas sobre el tema. Un gran número de expertos cuestionaron la posibilidad de que tal evento hubiese podido, por sí solo, acabar con el 75 % de las especies. Entre las más populares, se encuentran la teoría de los múltiples impactos (que plantea la posibilidad de que el impacto astronómico hubiese sido similar al observado en 1994 cuando el cometa Shoemaker-Levy 9 colisionó con Júpiter, es decir, que el asteroide se fragmentó en varias partes antes de la colisión, siendo el cráter de Chicxulub solo uno de ellos) y el efecto que los traps del Decán pudieron tener sobre la vida del final del período Cretácico.
Esta última teoría define que, debido a su magnitud, los traps del Decán desempeñaron un papel importante en la extinción masiva del Cretácico-Terciario (también conocida como  extinción masiva del límite K/T), que acabó con los dinosaurios no aviares. El enfriamiento repentino a consecuencia de la emisión de gases volcánicos sulfurosos en la formación de los traps y las concentraciones localizadas de gases nocivos para las formas de vida de la época pudieron haber contribuido de manera significativa a las extinciones en masa. La liberación de gases volcánicos durante la formación de los traps (especialmente de dióxido de azufre) podría haber contribuido al cambio climático de la época. Los datos indican un descenso medio de la temperatura de 2 °C en este periodo.
En 2004, Archibald y Fastovsky propusieron un escenario que defiende la relevancia de los traps del Decán en la extinción de los dinosaurios. En concreto, estos autores afirman que se debió a una combinación de factores, que incluyen la actividad volcánica, el descenso del nivel del mar y la colisión de un objeto contra la Tierra.
Sin embargo, actualmente existe un amplio consenso entre la comunidad científica sobre la exclusividad del impacto de Chicxulub en la responsabilidad de la extinción de los dinosaurios (que habría producido una gran nube de polvo que bloqueó la luz del sol, reduciendo considerablemente las temperaturas en todo el planeta, en un acontecimiento similar a un invierno nuclear). En palabras del geofísico Sean Gulick, de la Universidad de Texas en Austin, «más de un 95 % de los científicos que estudian el límite K/T están de acuerdo en que Chicxulub es el evento que supuso la extinción masiva del Cretácico-Terciario».
A pesar de ello, la escasez de registros fósiles que aporten más información (véase efecto Signor–Lipps), así como los efectos que la erosión y la tectónica de placas tienen sobre las huellas geológicas de eventos pasados en la Tierra, dificultan en gran medida la asunción de cualquier teoría. Aunque la colisión de Chicxulub sea, según los expertos, la razón principal de la extinción de los dinosaurios, las pruebas admiten la aparición de las traps del Decán y del cráter Shiva en el mismo periodo, con un intervalo inferior a dos millones de años. Con independencia de su origen y desarrollo, tales accidentes geográficos tuvieron que suponer un cambio drástico a nivel global, de consecuencias desconocidas. Las evidencias muestran pocos registros fósiles en una franja comprendida entre algunos millones de años antes del límite K/T hasta pocos después, lo que parece indicar una extinción gradual fruto de una concatenación de eventos adversos.

## Composición química
Dentro de los traps del Decán, al menos un 95 % de las lavas son basaltos toleíticos. El resto lo integran, fundamentalmente:
- basaltos alcalinos
- nefelinitas (roca ígnea afanítica compuesta casi en su totalidad por nefelina y piroxeno)
- lamprófidos
- carbonatitas

También se han hallado xenolitos del manto en el distrito de Kutch (noroeste de la India) y en otros lugares del Decán Occidental.

## Fósiles

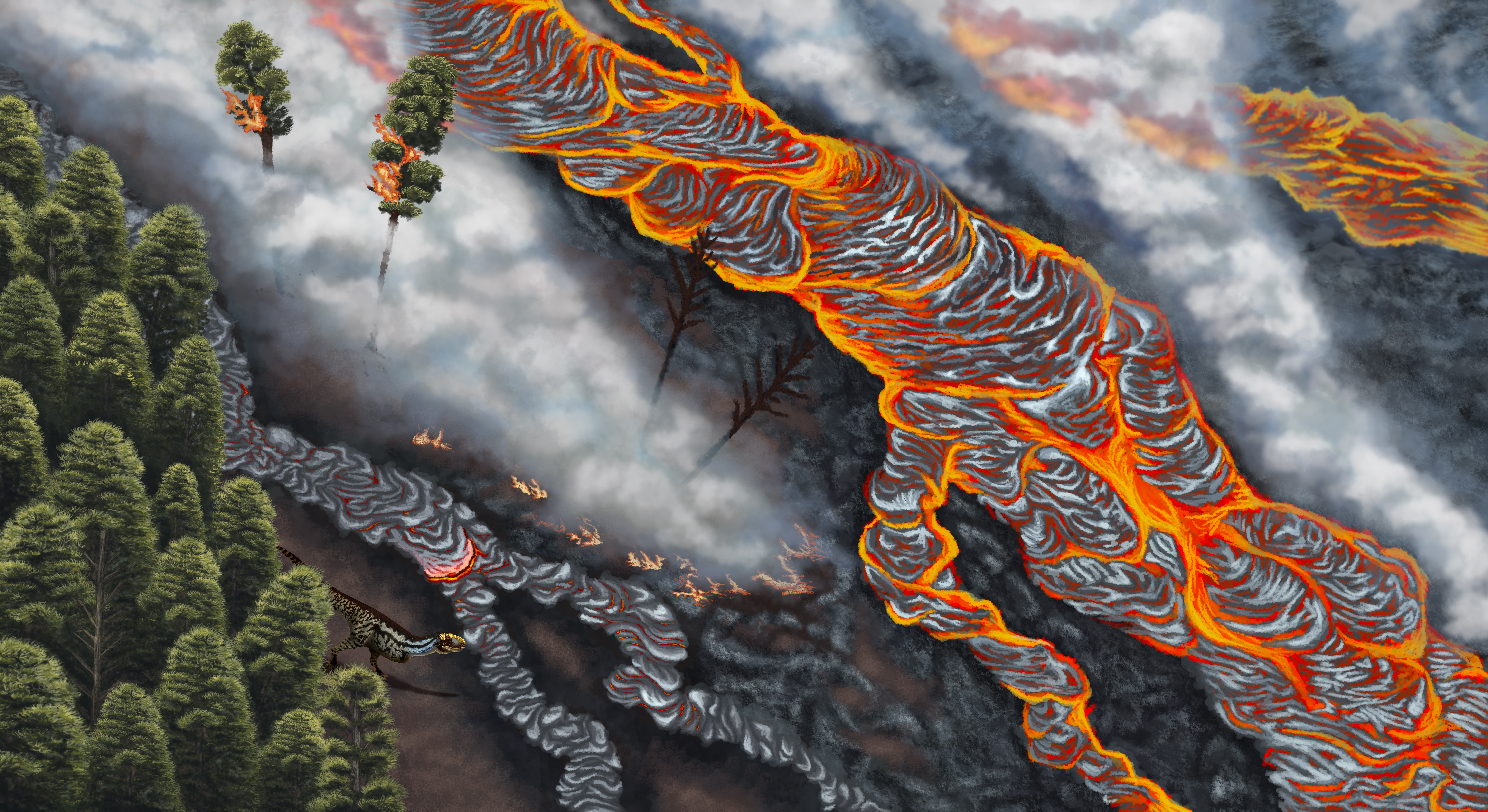
Recreación de los traps del Decán durante el Cretácico Tardío.

Los traps del Decán son famosos por algunos niveles fosilíferos encontrados entre las capas de lava. Entre los taxones identificados mejor conocidos se encuentran dos anuros, Oxyglossus pusillus conocido del Eoceno de la India e Indobatrachus, un ancestro lejano de las ranas modernas perteneciente a la actual familia australiana Myobatrachidae. Otras capas, situadas por debajo de los traps y entre ellas, contienen también fósiles de moluscos de agua dulce.

## Teorías de su formación
Se postula que los traps del Decán estaban asociadas a una pluma de manto profunda. El área de erupción a largo plazo (el punto caliente), conocido como Punto Caliente de Reunión, se sospecha que causó tanto la erupción de los traps del Decán como la apertura del rift que separó la meseta de las Mascareñas de la India. La expansión del fondo oceánico en el límite entre las placas índica y africana empujó a la India al norte de la pluma, que ahora se sitúa bajo la Isla de Reunión en el océano Índico, al suroeste de la India. El modelo de la pluma de manto ha sido cuestionado.
Los datos a favor del modelo de la pluma siguen apareciendo. El movimiento de la placa Índica y la historia geológica de los traps del Decán están estrechamente relacionados. Según la información de perfiles magnéticos marinos, un impulso inusualmente rápido de la placa coincidió con la primera emisión de flujos de basalto en el Decán, hace 67 millones de años. La ratio de apertura creció rápidamente y alcanzó su máximo en el mismo instante en el que se registró el pico de erupciones basálticas. Cuando este ratio cayó, hace 63 millones de años, concluyó la fase principal del vulcanismo en el Decán. Esta correlación se apoya en la dinámica de plumas.
Se ha demostrado que los movimientos de las placas índica y africana son parejos, con el elemento común de la posición de estas placas en relación con la cabeza de la Pluma de Reunión. El inicio de la aceleración en el movimiento de la India coincide con una gran disminución en la rotación de África en sentido antihorario. El vínculo en los movimientos de estas placas sugiere que fueron causados por las fuerzas desarrolladas en la Pluma de Reunión.

## Conexión con el cráter Shiva
Existe una estructura geológica en el fondo marino, frente a la costa occidental de la India, que ha sido propuesto como posible cráter de impacto (conocido como "cráter de Shiva"). La antigüedad de esta formación se ha estimado en 66 millones de años, lo que podría relacionarlo con la erupción de los traps del Decán. Los investigadores afirman que, de confirmarse su condición de cráter de impacto, el cráter de Shiva podría haber sido el evento que activó el vulcanismo del Decán y que aceleró el movimiento de la placa Índica en el Paleógeno temprano. Sin embargo, el consenso científico actual dictamina que el cráter no es el resultado de un impacto astronómico, basándose en su extraña forma rectangular de 600 km por 400 km (que, de proceder de un impacto cósmico, sería fruto de la colisión de un asteroide de 40 km de diámetro, de 3 a 4 veces mayor que el que dio lugar al cráter de Chicxulub). El paleontólogo indio Sankar Chatterjee defiende que su particular forma se debe al bajo ángulo de colisión y al hecho de estar situado entre dos fallas.